# سرخیو تورس (بازیکن فوتبال، زاده ۱۹۸۴)
سرخیو تورس (انگلیسی: Sergio Torres؛ زادهٔ ۲ مارس ۱۹۸۴) بازیکن فوتبال اهل اسپانیا است.
از باشگاه‌هایی که در آن بازی کرده‌است می‌توان به باشگاه فوتبال اتلتیکو مادرید، باشگاه فوتبال زامورا، باشگاه ورزشی تنریف، و باشگاه فوتبال اتلتیکو مادرید بی اشاره کرد.
وی همچنین در تیم‌های ملی فوتبال زیر ۱۶ سال اسپانیا، زیر ۱۷ سال اسپانیا، زیر ۱۹ سال اسپانیا، زیر ۲۰ سال اسپانیا، و زیر ۲۳ سال اسپانیا بازی کرده‌است.